# Tamra Davis
Tamra Davis, född 22 januari 1962 i Kalifornien, är en amerikansk regissör.

## Filmografi (urval)
- 1993 – CB4
- 1995 – Billy Madison
- 1998 – Half Baked
- 2000 – Skipped Parts
- 2002 – Crossroads
- 2005 – My Name Is Earl (TV-serie)
- 2006 – Everybody Hates Chris (TV-serie)
- 2006 – Men in Trees (TV-serie)
- 2007 – Ugly Betty (TV-serie)
- 2007 – Grey's Anatomy (TV-serie)
- 2015 – Younger (TV-serie)
- 2018 – Empire (TV-serie)
- 2019 – Future Man (TV-serie)
- 2019 – High School Musical: The Musical: The Series (TV-serie)
- 2020 – Miracle Workers (TV-serie)
- 2020 – Dead to Me (TV-serie)
- 2020 – Stargirl (TV-serie)